# Обуховский (муниципальный округ)
Обу́ховский — муниципальный округ в составе Невского района Санкт-Петербурга.
Название происходит от исторического района Обухово, который, в свою очередь, получил название от Обуховского завода, одним из основателей которого был П. М. Обухов. Обухов был горным инженером и металлургом. По его технологии были отлиты первые стальные пушки в России.
Населённый пункт Обу́хово был включён в городскую черту Ленинграда Указом Президиума Верховного Совета РСФСР от 16 января 1963 года. Наименование «Обуховский» присвоено муниципальному округу Законом Санкт-Петербурга № 18-4 от 5 февраля 1999 года.

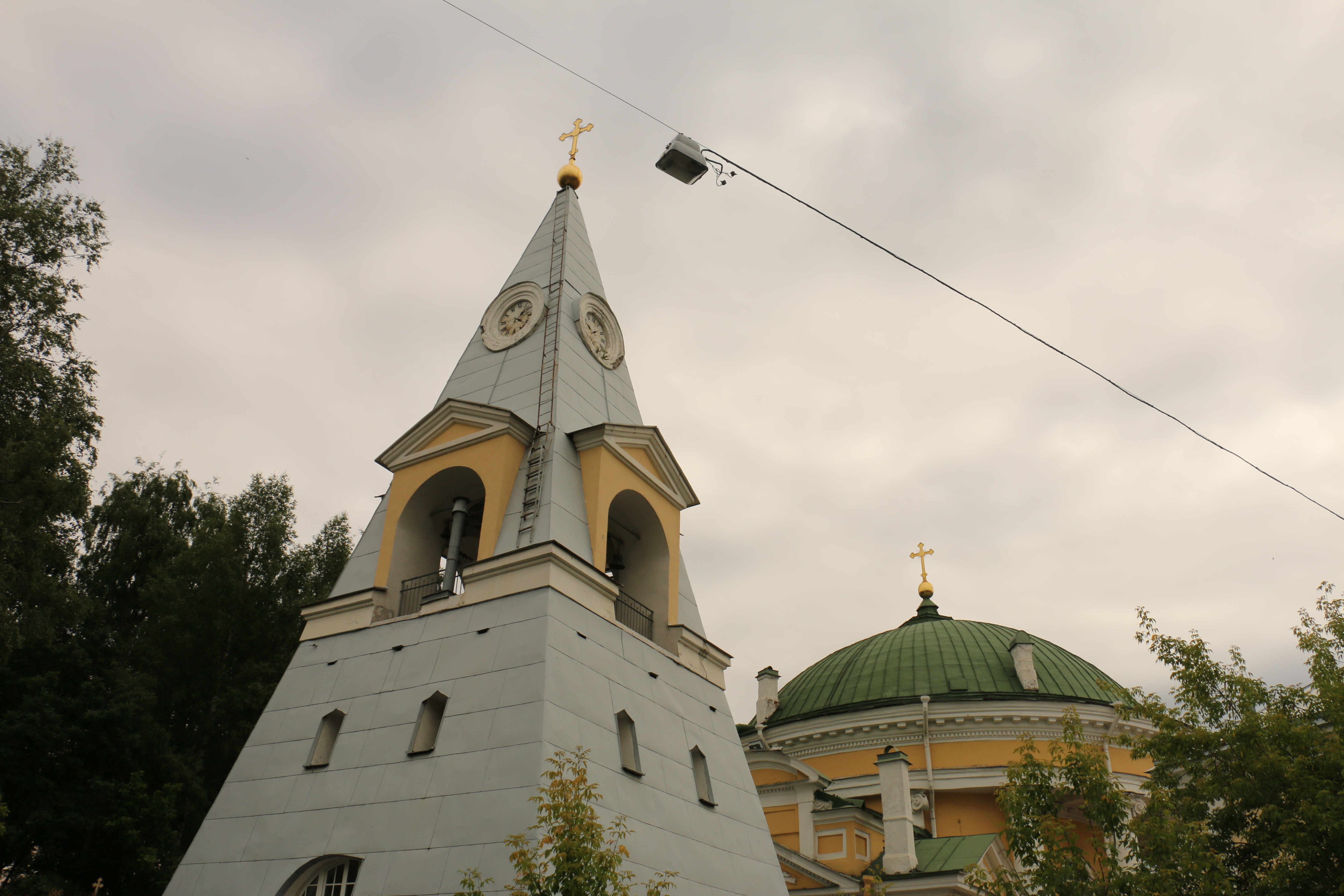
Троицкая церковь (Кулич и пасха)

Название Обухово также носят железнодорожная станция и станция метро.

## Население
| 2002    | 2010    | 2012    | 2013    | 2014    | 2015    | 2016    |
| ------- | ------- | ------- | ------- | ------- | ------- | ------- |
| 46 108  | ↘45 664 | ↗46 357 | ↗47 247 | ↗48 194 | ↗49 045 | ↗49 891 |
| 2017    | 2018    | 2019    | 2020    | 2021    | 2023    |         |
| ↗50 425 | ↗51 246 | ↗52 103 | ↗53 060 | ↗56 358 | ↗56 592 |         |